# Jan Bekanowski
Jan Bekanowski herbu Lubicz – burgrabia grodzki wieluński w 1784 roku.